# Рой Емерсън
Рой Стенли Емерсън (на английски: Roy Stanley Emerson) е австралийски тенисист.

## Биография
Рой Стенли Емерсън е роден на 3 ноември 1936 г. в Блекбът, Куинсланд. По-късно семейството му се премества в Бризбън, където той получава добро обучение по тенис, като посещава гимназия в Бризбън и гимназия в Ипсуич.

## Кариера
Рой Емерсън, Род Лейвър и Новак Джокович са единствените тенисисти, които са печелили всички турнири от Големия шлем поне по два пъти.

## Кариерна статистика

#### Титли на сингъл отГолям шлем(12)
| година | турнир       | съперник    | резултат                          |
| ------ | ------------ | ----------- | --------------------------------- |
| 1961   | ОП Австралия | Род Лейвър  | 1 – 6, 6 – 3, 7 – 5, 6 – 4        |
| 1961   | ОП САЩ       | Род Лейвър  | 7 – 5, 6 – 3, 6 – 2               |
| 1963   | ОП Австралия | Кен Флетчър | 6 – 3, 6 – 3, 6 – 1               |
| 1963   | Ролан Гарос  | Пиер Дармон | 3 – 6, 6 – 1, 6 – 4, 6 – 4        |
| 1964   | ОП Австралия | Фред Стол   | 6 – 3, 6 – 4, 6 – 2               |
| 1964   | Уимбълдън    | Фред Стол   | 6 – 4, 12 – 10, 4 – 6, 6 – 3      |
| 1964   | ОП САЩ       | Фред Стол   | 6 – 2, 6 – 2, 6 – 4               |
| 1965   | ОП Австралия | Фред Стол   | 7 – 9, 2 – 6, 6 – 4, 7 – 5, 6 – 1 |
| 1965   | Уимбълдън    | Фред Стол   | 6 – 2, 6 – 4, 6 – 4               |
| 1966   | ОП Австралия | Артър Аш    | 6 – 4, 6 – 8, 6 – 2, 6 – 3        |
| 1967   | ОП Австралия | Артър Аш    | 6 – 4, 6 – 1, 6 – 1               |
| 1967   | Ролан Гарос  | Тони Роуч   | 6 – 1, 6 – 4, 2 – 6, 6 – 2        |

#### Финали на сингъл отГолям шлем(3)
| година | турнир       | съперник   | резултат                          |
| ------ | ------------ | ---------- | --------------------------------- |
| 1962   | ОП Австралия | Род Лейвър | 6 – 8, 6 – 0, 4 – 6, 4 – 6        |
| 1962   | Ролан Гарос  | Род Лейвър | 6 – 3, 6 – 2, 3 – 6, 7 – 9, 2 – 6 |
| 1962   | ОП САЩ       | Род Лейвър | 2 – 6, 4 – 6, 7 – 5, 4 – 6        |

#### Титли на двойки отГолям шлем(16)
- Открито първенство на Австралия
шампион на двойки: 1962, 1966, 1969
- Открито първенство на Франция (известно още като Ролан Гарос)
шампион на двойки: 1960, 1961, 1962, 1963, 1964, 1965
- Уимбълдън
шампион на двойки: 1959, 1961, 1971
- Открито първенство на САЩ
шампион на двойки: 1959, 1960, 1965, 1966